# Prasomaso
Prasomaso è una località che si trova in provincia di Sondrio, sopra il paese di Tresivio. 
Situato sul versante meridionale di quel tratto di Alpi Retiche che dividono la Valtellina dai Grigioni, Prasomaso si sviluppa tra i 1100 e i 1250 metri s.l.m.,  orientato a sud. Verso mezzogiorno si prospetta la parte centrale della Valtellina e la catena orobica con le alte cime del Redorta, Pizzo Coca, Pizzo del Diavolo della Malgina e del Corno Stella. A levante guarda l'Aprica e l'orizzonte è chiuso dal maestoso gruppo dell'Adamello. 
Il nome di Prasomaso è storicamente ricordato perché vi sono state edificate, nei primi anni del '900, delle strutture sanatoriali per la cura della tubercolosi, rimaste attive e operative fino al 1970. 
Le strutture hanno ospitato e curato malati provenienti da tutta Italia ed anche dall'estero. 
All'inizio del secolo fu costruito il primo sanatorio a Prasomaso, denominato "Umberto I". Era un'opera faraonica per i tempi. La strada allora arrivava solo fino alla frazione di Sant'Abbondio, per cui fu necessario costruire gli otto chilometri di strada necessari a collegare Prasomaso. Il sanatorio, eretto su un'area di circa sessantamila metri quadrati, venne progettato dagli architetti Diego Brioschi e Giovanni Giachi. 
La Società per i sanatori popolari di Prasomaso si impegnò a costruire a proprie spese non solo il tronco stradale da Sant'Antonio a Prasomaso, ma anche l'altro tronco di strada che ancora rimaneva per accedere in carrozza da Tresivio a Prasomaso, ossia quello destinato ad allacciare le due frazioni comunali di Sant'Abbondio e Sant'Antonio.